# Clouère
La Clouère est une rivière française qui coule dans les départements de la Charente et de la Vienne, en région Nouvelle-Aquitaine. C'est un affluent droit du Clain, donc un sous-affluent de la Loire par la Vienne.

## Géographie
La Clouère naît sur le territoire de Lessac dans le département de la Charente. À peine née, elle quitte ce département et effectue le reste de son parcours dans celui de la Vienne.
De 76,3 km de longueur, elle coule globalement du sud-est vers le nord-ouest.
Elle se jette dans le Clain (rive droite) à Vivonne, à quelque 10 kilomètres en amont de Poitiers.
Son orientation est d'abord globalement sud-nord, comme la quasi-totalité du réseau hydrographique des bassins du Clain et de la Vienne dans la région, avant de s'infléchir vers l'O-NO lorsque la rivière approche du Clain dans lequel elle se jette.
Le cours de la Clouère s'effectue tout d'abord sur des terrains granitiques d'âge paléozoïque jusqu'au NE de Pressac. Au fur et à mesure que la rivière prend de l'importance et pénètre sur le plateau des calcaires du Jurassique moyen du seuil du Poitou, son cours devient plus sinueux. À partir de Brion, il s'agit de méandres à forte sinuosité : méandres de Gençay et de Château-Larcher par exemple.
La plupart de ses affluents circulant sur des calcaires karstifiés du Jurassique moyen ont un régime temporaire.

### Communes traversées
Département de la Charente
- Lessac

Département de la Vienne
- Availles-Limouzine, Pressac, Saint-Martin-l'Ars, Usson-du-Poitou, Saint-Secondin, Brion, Saint-Maurice-la-Clouère, Gençay, Marnay, Château-Larcher, Aslonnes, et Vivonne à son point de confluence avec le Clain.

## Principaux affluents
- la Terrasse ; rive droite
- le ruisseau des Pluches ; rive droite
- le ruisseau des Étangs-de-Beauregard ; rive droite
- la Serbon ; rive droite
- le Drillon ; rive gauche
- l'Arceau ; rive gauche
- la Douce ; rive droite

## Hydrologie

### La Clouère à Château-Larcher
Le débit de la Clouère a été observé durant une période de 26 ans (1990-2015), à Château-Larcher, localité du département de la Vienne située peu avant son confluent avec le Clain, à 88 m d'altitude, lequel se trouve à deux kilomètres en aval de Vivonne. La surface ainsi étudiée est de 383 km2, soit la presque totalité du bassin versant de la rivière.
Le module de la rivière à Château-Larcher est de 2,55 m3/s.
La Clouère présente des fluctuations saisonnières de débit bien marquées, comme très souvent dans le bassin de la Loire. Les hautes eaux se déroulent en hiver et se caractérisent par des débits mensuels moyens allant de 2,20 à 4,26 m3/s, de novembre à mars inclus (avec un maximum net en janvier et février). À partir de la seconde partie du mois de mars, le débit baisse progressivement jusqu'aux basses eaux d'été qui ont lieu de juillet à septembre inclus, entraînant une  baisse du débit mensuel moyen atteignant 0,601 m3/s au mois d'août. Mais ces moyennes mensuelles ne sont que des moyennes et cachent des fluctuations bien plus prononcées sur de courtes périodes ou selon les années.

### Étiage ou basses eaux
Aux étiages, c'est-à-dire aux basses eaux, le VCN3, ou débit minimal du cours d'eau enregistré pendant trois jours consécutifs sur un mois, en cas de quinquennale sèche peut chuter jusque 0,180 m3/s (180 litres/s), ce qui ne peut être considéré comme vraiment sévère.

### Crues
Les crues ne sont guère très importantes, en comparaison de certaines de ses voisines, surtout à l'ouest de son bassin, telle la Vonne par exemple. Les QIX 2 et QIX 5 valent respectivement 16 et 24 m3/s. Le QIX 10 est de 30 m3/s, le QIX 20 de 35 m3/s, tandis que le QIX 50 n'a pas encore été calculé.
Le débit instantané maximal enregistré à Château-Larcher a été de 46,7 m3/s le 1er janvier 1995, tandis que la valeur journalière maximale était de 30,2 m3/s le 23 janvier de la même année. En comparant la première de ces valeurs à l'échelle des QIX de la rivière, il apparaît que cette crue était bien plus que vicennale, sans doute plus que cinquantennale, et dans tous les cas fort exceptionnelle.

### Lame d'eau et débit spécifique
La Clouère est une rivière moyennement abondante. La lame d'eau écoulée dans son bassin versant est de 211 millimètres annuellement, ce qui est certes nettement inférieur à la moyenne d'ensemble de la France, et aussi à la moyenne du bassin de la Loire (plus ou moins 245 millimètres par an). C'est cependant largement supérieur aux bassins du Layon (139 mm/an) et du Loir (129 mm/an) par exemple. Le débit spécifique (ou Qsp) atteint 6,7 litres par seconde et par kilomètre carré de bassin.